# Dragan Stojisavljević
Dragan Stojisavljević (serbisch-kyrillisch Драган Стојисављевић; * 6. Januar 1974 in Titov Vrbas, Jugoslawien, heute Serbien) ist ein ehemaliger serbischer Fußballspieler der im Mittelfeld beheimatet war. Er verbrachte die meiste Zeit seiner Profilaufbahn bei Hajduk Kula und Partizan. Für Hajduk spielte er insgesamt 4 Jahre und absolvierte 111 Spiele für den Verein. Für Partizan spielte ebenfalls 4 Jahre, dessen Trikot er 71 Mal tragen durfte. Dabei wurde er mit dem Belgrader 1997 und 1999 Meister und 1998 Pokalsieger.